# إليوشن إي أل-28
إليوشن إي أل-28 (بالإنجليزية: Ilyushin Il-28)‏ هي قاذفة قنابل من صناعة إليوشن. كانت تستخدم بشكل أساسي من قبل القوات الجوية السوفيتية. كان أول طيران لها في 8 يوليو 1948. دخلت الخدمة في 1950، انتهت خدمتها في 1980. صنع منها 6,731 طائرة.

## المواصفات
بعد عدة محاولات لصناعة قاذفة باربع محركات (اليوشن أي ال 22)و (اليوشن أي ال (24 بدأ مكتب اليوشن بتطوير قاذفة نفاثة تكتيكية بمحركين اواخر عام 1947 . التصميم الجديد اصغر من النماذج السابقة حيث ان طاقمه يتألف من 3 اشخاص (الطيار والملاح والرامي (وهي اصغر من منافستها التوبلوف (TU -73)التي بدأ بتصميمها وإنتاجها قبل اليوشن -28 بفترة.كان لليوشن-28 تصميم تقليدي باجنحة مستقيمة وذيل وزعنفة مرتدة للخلف ومحركات محمولة في حاويات ضخمة تحت الاجنحة وتنطوي العجلة الامامية نحو الخلف بينما العجلتان الخلفيتين المثبتتان تحت المحركين تنطويان للامام داخل حاويات المحركين.
يجلس الطاقم المؤلف من 3 اشخاص في مقصورات منفصلة فيجلس الملاح (وهو بنفس الوقت المدفعي) داخل الانف الزجاجي للطائرة المزود بزجاج مضاد للرصاص وهذا التصميم يدعى (OPB-5) وهو مشتق من التصميم الأمريكي (Norden bombsight) المبتكر خلال الحرب العالمية الثانية، بينما يجلس الطيار في اعلى الطائرة داخل المقصورة الزجاجية المضادة للرصاص، ويجلس الرامي في غرفة منفصلة في مؤخرة الطائرة ليدير برج ثنائي السبطانة من نوع (Nudleman- surnov NS-23) 23 ملم مع 250 اطلاقة لكل سبطانة على حدة. في بعض الاحيان يتم نزع البرج الخلفي لتخفيف الوزن، وبينما يجلس الطيار والملاح على مقاعد قابل للقذف يستخدم الرامي في البرج الخلفي المظلة للقفز من باب يقع اسفله في حال الطوارئ، وهناك مدفعان رشاشان مثبتان تحت انف الطائرة يداران بواسطة الطيار يطلقان ذخيرة من عيار 23 ملم مع 100 اطلاقة لكل مدفع بينما فتحة القاء القاء القنابل تقع اسفل الطائرة بين الجناحين وتحمل 3000 كغم من القنابل في حاويات منفصلة كل حاوية تحوي 100 كغم من القنابل أو تحمل قنبلة كبيرة زنة 3000 كغم معلقة بعارضة فوق فتحة القنابل.

## الإنتاج
قاد الطيار الروسي (فلاديمير كوكيناكي) النسخة التجريبية الأولى لليوشن وكانت مزودة بمحركات (Nenes) المستوردة بتاريخ 8 تموز 1948 واثبتت الطائرة نجاح بالتحكم ووصلت إلى سرعة 833 كلم بالساعة، تبعتها نسخة تجريبية أخرى في 30 كانون الأول/ ديسمبر 1948 .وكانت هذه النسخة مزودة بمحركات روسية من طراز (RD-45) بدل المحركات البريطانية الصنع. بعد اكمال الاختبارات الاولية اوائل عام 1949 صدرت الاوامر بإنتاج الطائرة على نطاق واسع في 14 مايو/ايار 1947 باستخدام محركات (Klimov VK-1) وهي نسخة محسنة من محركات) RD-45), وطارت الطائرة الإنتاجية الأولى بتاريخ 8 اب/أغسطس 1949 مع بعض التعديلات لتحسن الاداء كتحويل الرادار من نهاية الهيكل إلى اسفل الطائرة خلف العجلة الامامية.
وبدأ الإنتاج على نطاق واسع في ثلاث مصانع في اب /أغسطس 1949 (امر ستالين بسرعة إنتاج الطائرات لعرضها في عيد العمال المقبل) وبالفعل بدأت الطائرات تصل إلى الجيش الأحمر أوائل 1950 وبلغ عدد الطائرات المنتجة 25 طائرة شاركت في احتفالات عيد العمال في ا ايار/ مايو 1950
وسرعان ما أصبحت اليوشن 28 القاصفة الرئيسية لدى الاتحاد السوفيتي كما صدرت على نطاق واسع.

## المستخدمون
- القوات الجوية السوفيتية
- سلاح جو جيش التحرير الشعبي
- القوات الجوية الكورية الشمالية
- القوات الجوية المصرية
- القوة الجوية العراقية